# Mayne Schuyler Berke
Mayne Schuyler Berke (...) è uno scenografo statunitense.
Ha lavorato con diversi registi, tra cui Robert Rodriguez e Ralph Singleton.

## Filmografia
- Terremoto a San Francisco, film TV (1990)
- La creatura del cimitero (1990)
- Non dite a mamma che la babysitter è morta (1991)
- Tartarughe Ninja II - Il segreto di Ooze (1991)
- Tartarughe Ninja III (1993)
- Four Rooms (1995)
- Dal tramonto all'alba (1996)
- The Fan - Il mito (1996)
- La grazia nel cuore (1996)
- Romy & Michelle (1997)
- Don King - Una storia tutta americana, film TV (1997)
- Jack Frost (1998)
- 15 minuti - Follia omicida a New York (2001)
- S.W.A.T. - Squadra speciale anticrimine (2003)
- New York Taxi (2004)